# Carl Douglas
Carl Douglas, all'anagrafe Carlton George Douglas (Kingston, 10 maggio 1942), è un cantante giamaicano noto principalmente per la sua canzone del 1974 Kung Fu Fighting, entrata nelle posizioni più alte delle classifiche di tutto il mondo..

## Biografia
Nato in Giamaica nel 1942, Carl Douglas visse tra il suo paese e la California per poi trasferirsi in Inghilterra.
Nel 1964 formò i Big Stampede, che incisero solo due singoli. Due anni dopo, mentre viveva in Spagna, formò gli Explosions. Mentre faceva parte dei Gonzales, iniziò a lavorare per la Pye Records in qualità di turnista; venne anche contattato dal produttore indo-britannico Biddu per prendere parte alla colonna sonora di Shannon senza pietà (1972). All'inizio della carriera, ebbe come manager Eric Woolfson, prima della creazione degli Alan Parsons Project.
Nel 1974 pubblicò Kung Fu Fighting, un singolare omaggio alle arti marziali, da lui praticate da ragazzino, registrato in meno di dieci minuti e originariamente inteso come lato B riempitivo della traccia I Want to Give You My Everything, scritta da Larry Weiss. Kung Fu Fighting vendette oltre 10 milioni di copie e raggiunse le posizioni più alte delle classifiche di tutto il mondo. Fu anche la prima di un artista giamaicano a piazzarsi al primo posto delle classifiche statunitensi, tra cui la Billboard Hot 100, nella quale mantenne tale piazzamento per due settimane. Nello stesso anno il singolo venne premiato con disco d'oro music recording sales certification della RIAA il 27 novembre dello stesso anno, e con un Grammy Award. 
I singoli che seguirono ebbero meno successo, contribuendo così a conferire a Douglas lo status di meteora. Tra questi vi sono Dance the Kung Fu (1974), Blue Eyed Soul (1974) e Run Back (1977).
Dopo essersi trasferito in Germania, Douglas iniziò a gestire una compagnia di pubblicità per film e documentari.
Nel 1998 i Bus Stop realizzarono una cover di Kung Fu Fighting assieme a Douglas.

## Discografia

### Album in studio
- 1974 – Kung Fu Fighting and Other Great Love Songs
- 1977 – Love Peace and Happiness
- 1978 – Keep Pleasing Me

### Singoli
- 1964 – Crazy Feeling (con i Big Stampede)
- 1968 – Serving a Sentence of Life
- 1969 – Eeny Meeny
- 1972 – Somebody Stop This Madness
- 1974 – Kung Fu Fighting
- 1974 – Dance the Kung Fu
- 1974 – Blue Eyed Soul
- 1977 – Shanghai'd
- 1977 – Run Back